# بازپس‌گیری بندر گمرک
در قرن شانزدهم، بندرعباس به نام «بندر گمرک» شناخته می‌شد. پرتغالی‌ها در سال ۱۵۱۴ به بندرعباس یورش بردند و آنجارا کمبارئو (به پرتغالی: Cambarão) نامیدند.
در سال ۱۶۱۴، شاه عباس کبیر با کمک نیروهای انگلیسی و فرماندهی امام‌قلی خان، نیروهای پرتغالی را شکست داد "بندر گمرک" را پس گرفت و به "بندر عباس" تغییر نام داد. شاه عباس با حمایت نیروی دریایی بریتانیا شهر را (که در دنیای انگلیسی‌زبان به نام "Gombraun" شناخته می‌شود) به یک بندر بزرگ تبدیل کرد. تا سال ۱۶۲۲، نام‌های پرتغالی و انگلیسی رسماً با هم ترکیب شده و «Combrù» یا «Combu» را تشکیل دادند، اگرچه ساکنان هنوز آن را بندرعباس می‌نامیدند. سر توماس هربرت گفت که نام رسمی انگلیسی ""Gumbrown"" است، اما [gŏmrōōn] تلفظ می‌شود. او در سال ۱۶۳۰ نوشت که "بعضی (اما من آنها را تأیید نمی‌کنم) آن را "Gamrou"، برخی دیگر "Gomrow"" و برخی دیگر "Cummeroon"" می‌نویسند." در دهه ۱۶۷۰، این شهر به نام "گامرون" شناخته می‌شد.